# Lago Natron
El lago Natron es un lago salado, alcalino y endorreico localizado en el gran Valle del Rift, rama oriental del Rift de África Oriental al norte de Tanzania, comparte la frontera con Kenia. Junto a él se encuentra el estratovolcán Ol Doinyo Lengai. Su superficie aproximada es de 600–800 km², aunque puede llegar a alcanzar los 1040 km², de él se extraen sales de cloro, sodio y magnesio.

## Descripción
El lago está irrigado principalmente por el tramo sur del río Ewaso Ng'iro, cuyo nacimiento se da en el centro de Kenia, y fuentes termales ricas en minerales. De poco profundidad, menos de tres metros, y varía en ancho dependiendo de su nivel de agua. La zona circundante recibe precipitaciones estacionales irregulares, principalmente entre diciembre y mayo, que suman un total de 800 mm anuales. La temperatura en el lago frecuentemente supera los 40 °C.
Los altos niveles de evaporación han dejado natrón (carbonato de sodio decahidratado) y trona (sesquicarbonato de sodio dihidratado). La alcalinidad del lago puede alcanzar un pH entre 9 y 10.5. El lecho rocoso circundante está compuesto de lavas traquitas alcalinas predominantes en sodio que se depositaron durante el período Pleistoceno. Las lavas contienen cantidades significativas de carbonato, pero niveles muy bajos de calcio y magnesio. Esto ha permitido que el Natron se concentre en una salmuera alcalina cáustica.
Se sabe que las propiedades químicas del agua calcifican los cuerpos de cualquier ser vivo que haya muerto en el lago.

## Flora
Sus aguas están teñidas de rojo por la proliferación de algas halófitas. En él se pueden apreciar formaciones de espirales de carbonato sódico que surgen de las profundidades de la tierra a través de géiseres. Estas espirales decoran la superficie de sus aguas, así como la sosa se acumula en las orillas como una espuma blanca.

## Fauna
Los únicos seres capaces de sobrevivir en este ambiente son los peces Alcolapia alcalica, adaptados a sus duras condiciones, y los flamencos, que consumen sus algas filtrando las aguas alcalinas con su pico.

## Galería

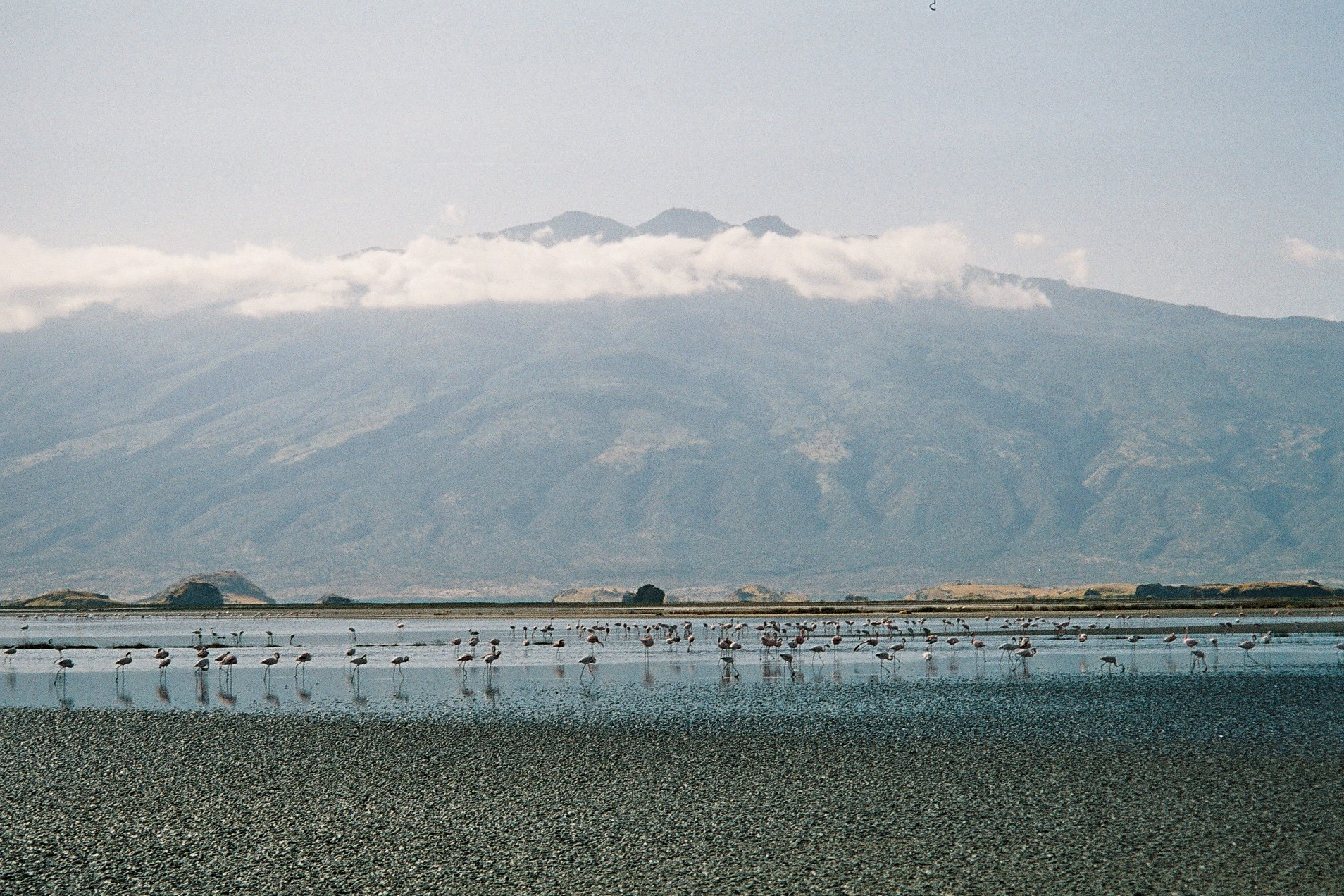
Flamencos del lago Natron
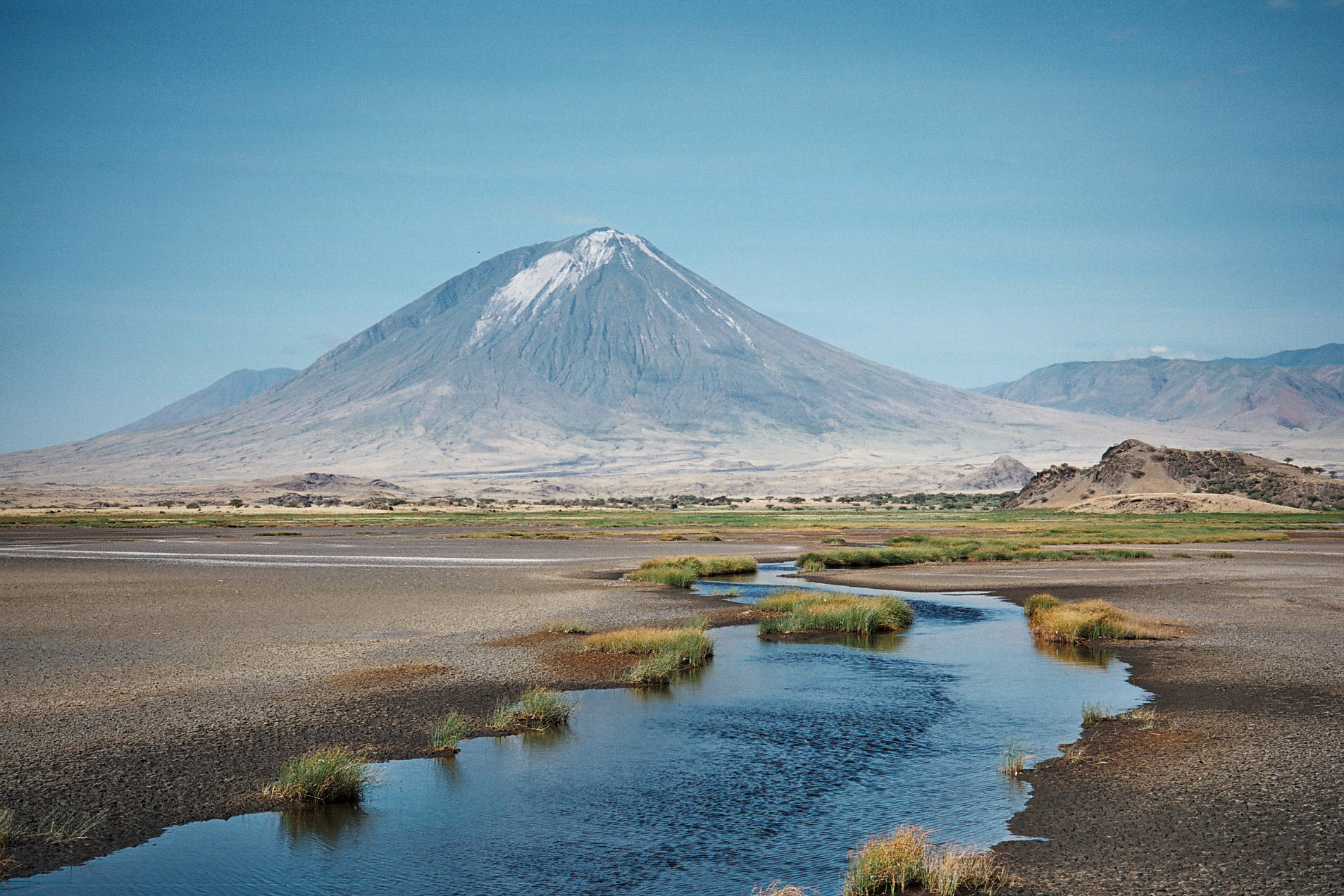
El Lengai desde el lago Natron